# Bruno Santos
Bruno Santos da Silva (* 31. August 1983 in Rio de Janeiro) ist ein brasilianischer ehemaliger Fußballspieler. Der Stürmer, der häufig nur Bruno Santos oder Bruninho genannt wird, spielte im Laufe seiner bisherigen Karriere in seinem Heimatland, Frankreich und Schweden. 

## Werdegang
Santos, der in der Jugend bei CF Zico gespielt hatte, kam 2004 vom brasilianischen Klub Flamengo Rio de Janeiro nach Schweden, wo er sich dem seinerzeitigen Zweitligisten IFK Norrköping in der Superettan anschloss. Bis zum Ende der Zweitliga-Spielzeit 2004 erzielte er in 17 Saisonspielen elf Tore, als Tabellenvierter verpasste er mit der Mannschaft einen Aufstiegsplatz. In der folgenden Spielzeit zeigte er sich erneut torgefährlich, mit 16 Saisontreffern kürte er sich vor seinem beim Göteborger Klub GAIS spielenden Landsmann Wilton Figueiredo zum Torschützenkönig der zweiten Liga. Verletzungsbedingt konnte er in den beiden folgenden Spielzeiten nicht an die persönlichen Erfolge anknüpfen.
2008 kehrte Santos nach Brasilien zurück, wo er für Figueirense FC auflief. Mit dem Klub gewann er 2008 die Staatsmeisterschaft von Santa Catarina, blieb jedoch die meiste Zeit nur Ergänzungsspieler. Daraufhin suchte er im Sommer 2009 erneut sein Glück in Europa, als er sich dem französischen Klub LB Châteauroux anschloss. Hier blieb er jedoch nur wenige Monate, in der Ligue 2 lief er in sieben Spielen auf – parallel spielte er für die Reservemannschaft im Championnat de France Amateur. Anschließend war er wieder in Brasilien für Ceará SC aktiv.
Im Sommer 2010 kehrte Santos zu IFK Norrköping zurück, wo er einen bis Ende 2013 gültigen Kontrakt unterzeichnete. Bei seinem zweiten Aufenthalt beim Klub war er jedoch kein Stammspieler, mit drei Toren in zwölf Saisonspielen trug er zum Aufstieg in die Allsvenskan am Ende der Zweitliga-Spielzeit 2010 bei. In der höchsten Spielklasse stand er lediglich bei einem seiner sieben absolvierten Spieleinsätze in der Spielzeit 2011 in der Startformation, im März des folgenden Jahres wurde er daher gemeinsam mit seinem Mannschaftskameraden Riki Cakić an den Zweitligisten Ljungskile SK verliehen. Hier erzielte er fünf Tore in 18 Spielen. Kurz vor Beginn der Spielzeit 2013 löste IFK Norrköping seinen Vertrag vorzeitig auf.
Später spielte Santos für den brasilianischen Klub EC Noroeste.